# Amphipyra carbonita
Amphipyra carbonita är en fjärilsart som beskrevs av John G. Franclemont 1941. Amphipyra carbonita ingår i släktet Amphipyra och familjen nattflyn. Inga underarter finns listade i Catalogue of Life.